# Neurodegeneratie
Neurodegeneratie is de progressieve afname van zenuwcelstructuren of -functies, waaronder het afsterven van zenuwcellen. Neurodegeneratie ligt ten grondslag aan veel neurodegeneratieve ziekten, waaronder de ziekte van Alzheimer, Parkinson, Huntington en amyotrofe laterale sclerose (ALS). Deze ziekten zijn ongeneeslijk en leiden tot een voortschrijdende degeneratie, of zelfs het afsterven van de cellen.
Recente ontwikkelingen in het onderzoek naar neurodegeneratie wijzen uit dat er veel overeenkomsten zijn tussen de neurodegeneratieve ziekten en dat deze mogelijk aan elkaar zijn verwant. Door meer te weten te komen over de overeenkomsten tussen deze ziekten, hoopt men de symptomen beter te kunnen bestrijden of mogelijk zelfs te genezen. De verschillende ziekten hebben onder meer gemeen dat er ongebruikelijke ophopingen van proteïnes ontstaan in de hersenen en dat celdood wordt veroorzaakt.

## Mechanismen

### Genetica
Veel neurodegeneratieve ziekten worden (deels) veroorzaakt door genetische mutaties. Hoewel de locatie van de mutatie per ziekte verschilt, hebben de gemuteerde genen wel iets gemeenschappelijk: een herhaling van het CAG nucleotide triplet. CAG encodeert voor het aminozuur glutamine. Een herhaling van CAG leidt tot polyglutamine (polyQ).
- Polyglutamine: Een herhaling hiervan leidt tot dominante pathogenese. Extra glutamine-afzettingen kunnen schadelijk worden, onder meer door afwijkende proteïne-ophopingen, veranderde subcellulaire lokalisering en abnormale interactie met andere cellulaire proteïnes.[4] Onderzoek naar PolyQ wordt vaak op verschillende diersoorten gedaan, omdat er een duidelijke oorzaak-gevolgrelatie is. Er is veel onderzoek gedaan op modelorganismen zoals de rondworm, fruitvlieg, muis en niet-menselijke primaten.
  - Er zijn negen erfelijke neurodegeneratieve ziekten die worden veroorzaakt door een uitbreiding van CAG trinucleotide en het polyQ-stelsel.[6] Twee voorbeelden hiervan zijn de ziekte van Huntington en de spinocerebellaire ataxieën. De precieze genetica achter dit mechanisme verschilt per ziekte en is veelal onbekend.

### Eiwitvouwing
Een aantal neurodegeneratieve ziekten ontstaat door afwijkende eiwitvouwing, dat leidt tot opeenhoping van proteïnes.
- Alfa-synucleïne: Dit eiwit kan zich ophopen waardoor oplosbare samenklonteringen ontstaan die Lewy-lichaampjes heten. Dit gebeurt onder andere in de ziekte van Parkinson, Lewy-body-dementie en multisysteematrofie. Alfa-synucleïne is het voornaamste structurele onderdeel van de Lewy-lichaampjes.
- Tau-eiwit: Het tau-eiwit is het voornaamste component van de neurofibrillaire tangles die veel voorkomen bij de ziekte van Alzheimer.
- Bèta-amyloïd: Het belangrijkste onderdeel van de seniele plaques die bij Alzheimer voorkomen.
- Prion: De veroorzaker van prionziekten.

## Leeftijd
Ouder worden is de belangrijkste risicofactor voor neurodegeneratieve ziekten. Vrije radicalen en oxidatieve stress dragen allebei bij aan neurodegeneratie. De meesten van deze ziekten zijn late-onset, wat wil zeggen dat deze normaal gesproken alleen op late leeftijd optreden. Doordat er een bepaalde factor verandert terwijl iemand ouder wordt, wordt de kans op de ziekte groter. Eén constante bij alle neurodegeneratieve ziekten is dat de zenuwcellen geleidelijk aan steeds minder goed gaan functioneren.